# Morskie przejście graniczne Kołobrzeg
Morskie przejście graniczne Kołobrzeg znajduje się w Kołobrzegu może się na nim odbywać ruch osobowy i towarowy. Przejście obsługuje przede wszystkim ruch graniczny portu morskiego Kołobrzeg.
Kontrola graniczna obowiązuje jachty wypływające lub wpływające z zagranicy. W wypadku poruszania się pomiędzy portami polskimi wystarczy jedynie poinformowanie kapitanatu portu i Straży Granicznej. Punkt straży granicznej i celnej znajduje się w odległości ok. 300 m od bosmanatu po stronie wschodniej i oznaczony jest tablicą w języku polskim i angielskim. Punkt odpraw czynny jest całą dobę.
Przejście jest obsługiwane przez Morski Oddział Straży Granicznej – placówkę w Kołobrzegu. Na terenie portu znajduje się oddział Urzędu Celnego w Koszalinie.

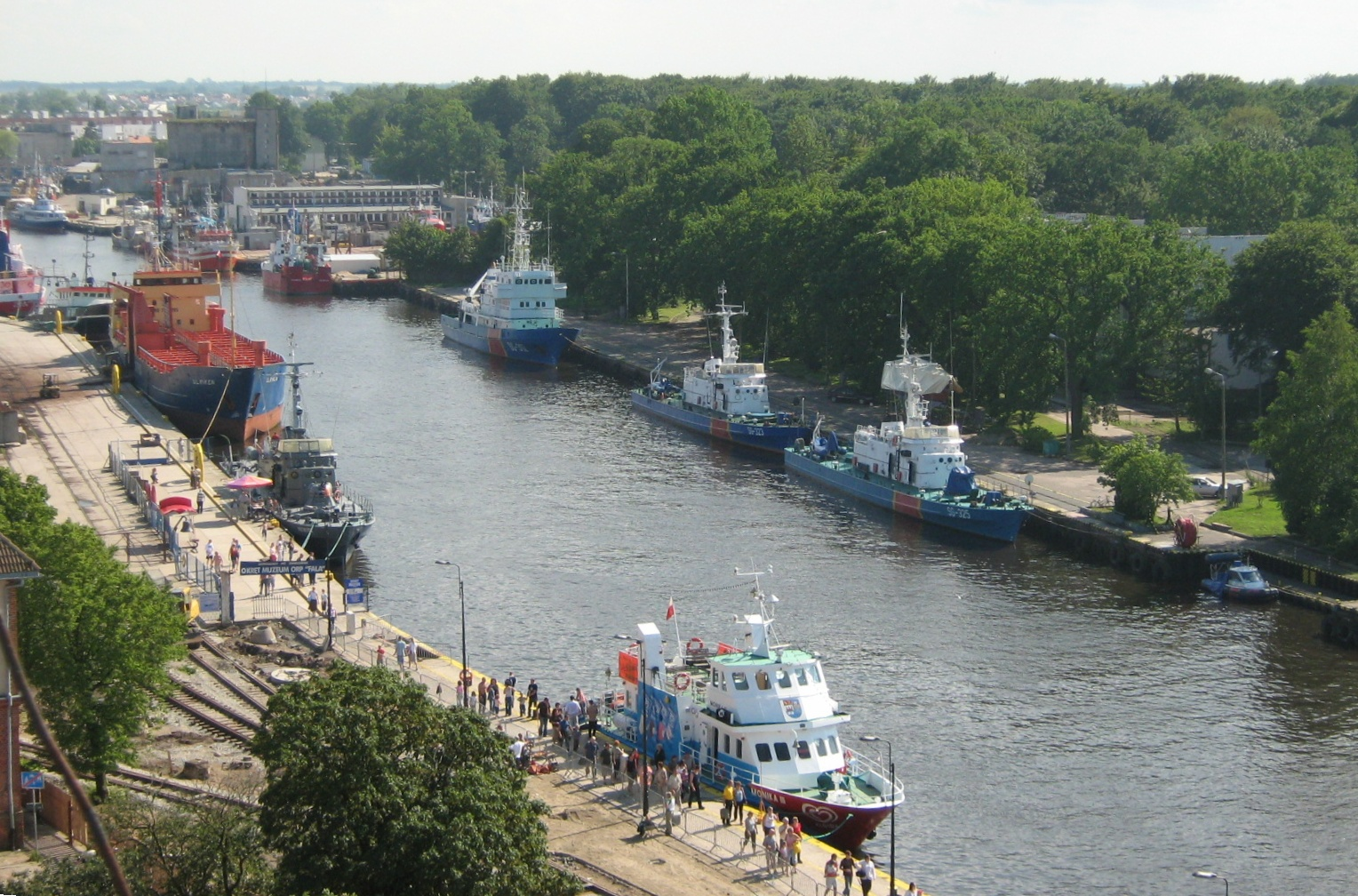
Nabrzeża portowe w Kołobrzegu

W 2008 roku dokonano tu 5,0 tys. przekroczeń granicy. 
W 2006 roku dokonano 5613 kontroli jednostek rybackich (statki rybackie, kutry i łodzie) oraz 703 kontroli jachtów i łodzi sportowych.
Przejście zostało formalnie ustanowione w 1961 roku.